# 梅湾街道
梅湾街道，是中华人民共和国湖南省永州市冷水滩区下辖的一个乡镇级行政单位。

## 行政区划
梅湾街道下辖以下地区：
清桥路社区、三多亭社区、梅湾路社区、翠竹园社区、前进路社区和逸云路社区。